# Erik Dahlström
Erik Arvid Teofron Dahlström (né le 26 juin 1894 à Eskilstuna en Suède et mort le 30 octobre 1953 dans la même ville) est un joueur de football international suédois, qui évoluait au poste d'attaquant.

## Biographie

### Carrière en club
Avec le club d'IFK Eskilstuna, il remporte le titre de champion de Suède en 1921.

### Carrière en sélection
Avec l'équipe de Suède, il joue 3 matchs (pour 2 buts inscrits) entre 1912 et 1921. 
Il joue son premier match en équipe nationale le 27 juin 1912 contre la Finlande, match au cours duquel il inscrit deux buts. Âgé de 18 ans et un jour, c'est alors le plus jeune buteur de l'histoire de la sélection suédoise. Il sera battu par Alexander Isak en 2017 (buteur à l'âge de 17 ans et 109 jours).
Il dispute son dernier match en équipe nationale le 22 juillet 1921 face à l'équipe d'Estonie.
Il figure dans le groupe des sélectionnés lors des Jeux olympiques de 1912 et de 1920. Lors du tournoi olympique de 1912, il joue un match face à l'équipe d'Italie. En revanche il ne joue aucun match lors du tournoi olympique de 1920.

## Palmarès
IFK Eskilstuna
- Championnat de Suède (1) :
  - Champion : 1921.